# 波氏塔姆蛛
波氏塔姆蛛（学名：Tamgrinia potanini）为暗蛛科塔姆蛛属的动物。在中国大陆，分布于内蒙等地。该物种的模式产地在内蒙。